# 船尾座8
船尾座8，又名BD-12 2179，HD 64077、SAO 153499、HR 3063，是船尾座的一颗恒星，视星等为6.36，位于銀經231.32，銀緯7.14，其B1900.0坐标为赤經7h 47m 0.2s，赤緯-12° 7.14′ 49″。